# بخش خنرال خوان فاسوندو کویرگا
بخش خنرال خوان فاسوندو کویرگا (به اسپانیایی: Departamento General Juan Facundo Quiroga) یک منطقهٔ مسکونی در آرژانتین است که در استان لا ریوخا، آرژانتین واقع شده‌است.